# Pherohapsis menziesi
Pherohapsis menziesi é uma espécie de anfíbio da família Microhylidae. É a única espécie do género Pherohapsis.
É endémica da Papua-Nova Guiné.
Os seus habitats naturais são: florestas subtropicais ou tropicais húmidas de baixa altitude, plantações  e jardins rurais.